# 서울 화계사 목조관음보살좌상 및 복장유물
화계사 목조관음보살좌상 및 복장유물(華溪寺 木造觀音菩薩坐像 및 腹藏遺物)은 서울특별시 강북구 수유동, 화계사에 있는 조선시대의 불상이다. 2016년 8월 4일 서울특별시의 유형문화재 제385호로 지정되었다.

## 개요
화계사에 봉안되어 있는 설법인(說法印)의 관음보살상으로, 복장유물로 후령통 일괄과 백지 뭉치 3점, 전적류 3종이 확인되었는데, 대방광원각수다라요의경 권5(용복사, 1634) 1책, 범망경 노사나불설보살심지계품(용복사, 1635) 3책, 염불작법(회용사, 1635) 5책과 기타 결수문 등 낱장 4매이다.
전적류는 대체로 경기도 용복사에 보관되던 경판에서 인경한 것인데, 원각경 1책에는 1649(인조27)에 다시 인경했다는 묵서(順治6年己丑(1649) 4月日)가 있어, 이 직후 불상이 조성되었을 가능성이 높다.
조성발원문은 전하지 않으나, 복장유물로 조성시기를 추정해 볼 수 있고, 조선후기 불교조각으로서 조형적으로 뛰어나고 보존상태도 양호하다.

## 조사보고서
화계사에 봉안되어 있는 등신대 크기의 목조보살좌상으로, 원래는 삼존불의 협시보살상으로 조성되었던 것으로 보인다. 보살상의 보존상태를 보면, 도금이 벗겨지고 표면에 균열이 곳곳에 발견된다. 앞으로 등이 굽은 자세로 앉은 보살상의 체구는 좁은 어깨 때문에 좌폭(坐幅)이 더 넓게 느껴지는 비례를 보여준다.
체구에 비해 큰 머리에는 화문(花紋)과 화염보주로 장식된 보관(寶冠)을 쓰고 있으며, 보관 아래의 앞머리는 가지런히 반원형태로 조각되었고, 머리다발이 귀를 지나 양 어깨 위에 늘어져 있다. 얼굴에는 반개(半開)한 눈과 오똑한 콧날, 길고 뚜렷한 인중, 미소 띤 입술이 표현되어 온화하고 자비로운 상호(相好)를 보여준다.
편평한 가슴에는 내의가 접혀져 사선의 주름을 이루었고 보살 옷은 여래상의 대의처럼 이중착의법(혹은 편형 편단우견이라고도 함)으로 입은 모습으로, 한 자락이 왼쪽 어깨로 넘겨져 등 뒤로 늘어져 있다. 별재(別材)로 제작한 양 손은 가늘고 긴 손가락이 엄지와 중지를 맞댄 설법인(說法印)을 결(結)하고 있다. 다리를 덮은 치마의 주름은 좌우 대칭에서 벗어나 가운데 커다란 물결주름을 이루며 흘러내린다.
근래 이 보살상에서 복장유물이 수습되었으나, 조성기나 발원문 등이 발견되지 않았으며, 또한 복장에서 수습된 유물도 소량에 불과한 것으로 보아 이미 이전의 개금 중수 시에 일부가 일실된 것으로 보인다. 복장유물의 현황은 아래와 같다.
1) 후령통 일괄
2) 백지뭉치 3점
3) 전적류
① 大方廣圓覺修多羅了義經 卷5(경기 삭녕 용복사, 1634) 1책
四周雙邊, 半郭 24.7×20.0cm, 有界, 半葉 9行21字, 內向2葉花紋無魚尾
崇禎7年甲戌(1634)仲夏 京畿朔寧郡地水(淸)山龍腹寺開板
印經墨書: 順治6年己丑(1649)4月日
② 梵網經盧舍那佛說菩薩心地戒品(경기 삭녕 용복사 1635?) 3책
四周單邊, 半郭 18.0×13.5cm, 無界, 半葉 8行17字, 上下2葉花紋魚尾
③ 念佛作法(경기 양주 회용사, 1635) 5책
四周單邊, 半郭 18.4×14.3cm, 無界, 半葉 9行16字, 無魚尾
崇禎8年乙亥(1635)12月日 回龍寺開刊移傳龍腹寺
- 月印千江曲 등 國漢混用

④ 기타 <결수문> 등 낱장 4매
이들 전적류는 대체로 경기도 용복사에 보관되고 있던 경판에서 인경하여 관음보살상을 조성하면서 시납하였던 것으로 판단된다. 특히 원각경(권5) 1책에는 1634년에 용복사에서 판각한 <원각경> 경판에서 1649년(인조27)에 다시 인경한 묵서(順治6年己丑(1649) 4月日) 기록이 보이고 있어 이 직후 관음보살상이 조성되었을 가능성이 매우 높다. 이와 같이 목조관음보살상에서 수습한 전적류는 불상 조성기가 일실되어 현전하지 않은 상태에서 불상의 조성시기를 추정할 수 있는 단서를 제공하고 있다.
본 목조관음보살좌상은 비록 조성발원문은 전하지 않으나, 조성시기를 추정할 수 있는 복장유물이 발견되었고, 조선후기 불교조각으로서 조형적으로 뛰어나고 보존상태도 양호하므로 복장유물과 함께 일괄 서울시 유형문화재로 지정하여 보존·관리하는 것이 적절할 것으로 사료된다.

## 참고 자료
- 화계사 목조관음보살좌상 및 복장유물 - 국가유산청 국가유산포털